# Imperatore He
Imperatore He 漢和帝 Hàn Hé Dì, (79 – 13 febbraio 106) è stato un imperatore cinese della dinastia Han che governò dall'88 al 106. È stato il quarto imperatore degli Han orientali.

## Biografia
Era il figlio dell'imperatore Zhang. Salì al trono all'età di nove anni e regnò per 17 anni. Fu durante il regno dell'Imperatore He che gli Han orientali iniziarono il loro declino. I conflitti tra i clan delle consorti e gli eunuchi iniziarono quando l'imperatrice Dowager Dou (la madre adottiva di He) nominò alcuni membri della sua famiglia in importanti posizioni del governo. La sua famiglia era corrotta e intollerante al dissenso. Nel 92, l'imperatore He fu in grado di porre rimedio alla situazione rimuovendo i fratelli dell'imperatrice vedova con l'aiuto dell'eunuco Zheng Zhong e di suo fratello Liu Qing, il principe di Qinghe. Questo a sua volta creò un precedente per gli eunuchi coinvolti in importanti affari di Stato. Questa tendenza avrebbe continuato a intensificarsi per il successivo secolo contribuendo alla caduta della dinastia Han. Inoltre, mentre le rivolte Qiang, spinte da funzionari Han corrotti e/o oppressivi, erano iniziate durante il regno di suo padre, l'imperatore Zhang, crearono grossi problemi agli Han durante il regno dell'imperatore He e durarono fino al regno dell'imperatore Ling.
L'imperatore sembrava essere un uomo gentile. Tuttavia, gli mancava l'acume di suo padre e di suo nonno, l'imperatore Ming. Sebbene il regno dell'Imperatore He abbia probabilmente dato inizio al lungo declino degli Han, durante questo periodo furono compiuti notevoli progressi scientifici, inclusa l'invenzione della carta da parte dell'eunuco Cai Lun nel 105.
Un'ulteriore tendenza iniziata con l'imperatore He era la mancanza di eredi imperiali. La maggior parte dei figli dell'imperatore He morirono prima di lui e alla sua morte aveva solo due figli maschi vivi, nessuno dei quali sopravvisse a lungo dopo la sua morte. Mentre molte dinastie avevano crisi di successione innescate dai molti figli di un imperatore che gareggiavano per succedergli, nel caso degli Han orientali, le crisi furono innescate dalla mancanza di eredi diretti di linea maschile, aggiungendo ulteriore instabilità dinastica.

## Contesto familiare
Il principe Zhao nacque dall'imperatore Zhang e dalla sua concubina consorte Liang nel 79. Poiché la favorita dell'imperatore Zhang, l'imperatrice Dou, non aveva figli suoi, adottò il principe Zhao come suo figlio; così facendo, avrebbe potuto essere stata ispirata da sua suocera, l'imperatrice Ma, che aveva adottato l'imperatore Zhang, nato dalla concubina consorte dell'imperatore Ming Jia. Quando nacque il principe Zhao, suo fratello maggiore Liu Qing, nato da un'altra concubina, consorte Song, era già stato nominato principe ereditario. Tuttavia, l'imperatrice Dou desiderava ardentemente rendere principe ereditario suo figlio adottivo, nonché eliminare consorte Song e sua sorella minore, anche lei una consorte imperiale, in competizione con l'imperatore Zhang.
Nell'82 arrivò un'opportunità per l'imperatrice Dou. La consorte Song, la madre del principe ereditario Qing, si era ammalata e, nella sua malattia, desiderava ardentemente avere della cuscuta cruda e chiese alla sua famiglia di portargliene un po'. L'imperatrice Dou sequestrò la cuscuta e accusò la consorte Song e sua sorella di usarla come mezzo di stregoneria. L'imperatore Zhang era infuriato ed espulse il principe ereditario Qing dal palazzo. Fece arrestare e interrogare sia la consorte Song sia sua sorella dall'eunuco Cai Lun. Le due in seguito si suicidarono con il veleno. Il principe ereditario Qing fu deposto e creò il principato di Qinghe, mentre al suo posto andò il principe Zhao come principe ereditario. Il principe Zhao, tuttavia, era molto legato a suo fratello e spesso trascorrevano del tempo insieme.
Le sorelle Song non sarebbero state le uniche vittime dell'imperatrice Dou. Dopo che il principe Zhao fu nominato principe ereditario, il clan della madre naturale, i Liang, non osò dimostrarlo apertamente, ma furono segretamente molto felici. Quando i componenti del clan Dou vennero a sapere ciò, rimasero dispiaciuti e timorosi, e sentirono che dovevano distruggere i Liang. L'imperatrice Dou iniziò a fornire false notizie sulla madre naturale del principe Zhao, consorte Liang, e sua sorella, anche lei una consorte imperiale, facendo loro perdere il favore dell'imperatore Zhang. Nell'83, il clan Dou presentò inoltre accuse anonime contro il padre di entrambe le consorti Liang, Liang Song (梁竦), morto in prigione. Le due sorelle Liang morirono di tristezza e paura.
Nell'88, l'imperatore Zhang morì e il principe ereditario Zhao salì al trono alla giovane età di nove anni.

## Primo regno all'ombra del Dous
Il ragazzo imperatore non aveva poteri reali; questi poteri erano nelle mani dell'imperatrice Dowager Dou e dei suoi fratelli Dou Xian, Dou Du (竇篤), Dou Jing (竇景) e Dou Gui (竇瑰). Dei suoi fratelli, solo Dou Gui era umile e senza pretese, ma gli altri tre, in particolare Dou Xian, erano arroganti, usando il loro legame con l'imperatrice vedova per intimidire e sottomettere altri funzionari.
Verso la fine dell'88, tuttavia, un crimine commesso da Dou Xian minacciava di indurre persino l'imperatrice vedova Dou a volerlo giustiziare. Liu Chang (劉暢), il marchese di Duxiang, era favorito dall'imperatrice vedova Dou per la sua intelligenza, e Dou Xian ebbe paura che Liu avrebbe ridotto il suo potere e la sua influenza. Quindi fece assassinare Liu e incolpò il fratello di Liu, Liu Gang (劉剛), il marchese di Li. Diversi giudici che non avevano paura di Dou Xian, tuttavia, condussero un'indagine approfondita e il coinvolgimento di Dou Xian venne scoperto. L'imperatrice vedova Dou era infuriata e mise Dou Xian agli arresti, e questi si offrì di guidare un esercito contro il Nord Xiongnu (Xiongnu era stato diviso in due dai tempi dell'imperatore Guangwu, con Xiongnu del Sud che era un fedele vassallo e Xiongnu del nord un fastidio costante) per espiare i suoi crimini.
L'imperatrice Dowager Dou acconsentì e Dou Xian guidò un esercito e schiacciò lo Xiongnu settentrionale nell'89. Dopo questa grande vittoria militare, divenne ancora più arrogante e reagì contro l'imperatrice Dowager Dou. Ottenne un'altra importante vittoria sul Nord Xiongnu nel 91, spazzando via il Nord Xiongnu come entità politica. Di conseguenza, Dou Xian dominava così tanto il governo che tutti i funzionari dissenzienti affrontarono la minaccia di estromissione o addirittura di morte.

## Il colpo di Stato contro i Dou
Nel 92, tuttavia, il Dou sarebbero caduti improvvisamente a seguito di un colpo di Stato. I dettagli non sono chiari, ma sembra che l'imperatore He fu forse incoraggiato da suo fratello, il principe Qing (la cui madre era morta per mano dei Dou e il cui status di principe ereditario era stato strappato via dalle loro macchinazioni) e dall'eunuco Zheng Zhong (鄭眾).
Sulla base dei resoconti storici tradizionali, alcuni dei parenti dei Dou (ma non gli stessi Dou) avevano considerato di attuare l'omicidio dell'imperatore (la totale mancanza di motivazione, tuttavia, ha portato gli storici moderni a screditare in generale questa affermazione). L'imperatore He, temendo di essere assassinato, pianificò insieme a Zheng e Liu Qing di distruggere il potere dei Dou. Ricevettero un aiuto, sotto forma di resoconti storici che li avrebbero ispirati su cosa fare, da un altro fratello dell'imperatore, Liu Kang (劉伉), il principe di Qiancheng.
In estate, l'imperatore He fece una mossa improvvisa, emanando un editto che ordinava alle guardie imperiali di mettersi in allerta e di chiudere le porte della capitale Luoyang. I parenti dei Dou che erano stati accusati di complotto tendente a uccidere l'imperatore furono giustiziati. Un messaggero imperiale fu inviato a prendere il sigillo di Dou Xian come comandante delle forze armate. Tutti i fratelli dell'imperatrice vedova furono rimandati alla loro marca ma sotto stretta sorveglianza: l'imperatore voleva giustiziarli ma non voleva farlo pubblicamente, quindi una volta tornati alle loro marche, ordinò a tutti loro, tranne che al più umile Dou Gui, di suicidarsi.

## Tardo regno
Dopo il colpo di Stato contro i Dou, l'imperatore apparve effettivamente prendere il potere, e l'imperatrice vedova Dou perse ogni potere, sebbene continuò a onorarla come sua madre, apparentemente avendo qualche sentore ma non sapendo per certo che non era la sua madre naturale. Il principe Qing divenne un suo fidato consigliere, così come Zheng, che diede inizio a una tendenza crescente di eunuchi coinvolti in questioni di governo, che durò per il resto della dinastia Han orientale. Nel 102, Zheng fu creato marchese, in un'azione senza precedenti. All'indomani del colpo di Stato, innumerevoli funzionari accusati di essere associati ai Dou furono arrestati o rimossi dai loro incarichi. Il capo tra loro era lo storico Ban Gu, che era un assistente capo di Dou Xian e che apparentemente era stato complice dell'autocrazia di Dou, così come il comandante delle forze armate Song You (宋由), anche se il fratello di Ban Gu, Ban Chao, non fu colpito e continuò a godere del sostegno imperiale nelle sue campagne di Xiyu. Nel 97, Ban Chao inviò il suo assistente Gan Ying (甘英) (Kan Ying) in missione nell'Impero romano - ma Gan tornò indietro dopo aver raggiunto una spiaggia senza nome dell'Impero partico, che avrebbe potuto essere la riva del Golfo Persico, senza raggiungere Roma. Nel 102, dopo il ritiro di Ban Chao, tuttavia, la cattiva gestione avrebbe portato i regni Xiyu a ribellarsi contro l'autorità Han, e la sovranità su Xiyu sarebbe stata persa.
Il regno dell'imperatore era generalmente privo di gravi corruzioni, e il giovane imperatore era lui stesso umile e senza pretese. Sembrava anche che si interessasse sinceramente alle persone. Tuttavia, era anche indistinto come imperatore, poiché sembrava mancare delle capacità di suo padre e di suo nonno nel fare attivamente ciò che era buono per la gente.
Nel 97 morì l'imperatrice Dowager Doue e solo in quel momento i funzionari rivelarono all'imperatore He che era nato dalla consorte Liang. Egli cercò i suoi fratelli e li onorò con incarichi importanti e da quel momento in poi il clan Liang sarebbe diventato uno dei più potenti dell'aristocrazia Han orientale. Ricompensò, postuma, la madre naturale dandole il titolo di imperatrice. Tuttavia, rifiutò il suggerimento che l'imperatrice vedova Dou fosse retrocessa postuma, e la seppellì con tutti gli onori imperiali con suo padre l'imperatore Zhang. Onorò postumi la madre di suo fratello, il principe Qing, con meno onori e premiò i suoi fratelli con incarichi minori.

### Problemi con il Qiang
Anche le ribellioni del Qiang - un problema persistente per gli Han orientali - ebbero luogo durante il regno dell'imperatore He. Erano iniziate durante il regno di suo padre l'imperatore Zhang, ma non erano mai state un grosso problema fino al suo regno. Nel 92, quando morì il funzionario incaricato degli affari del Qiang, Deng Xun (鄧訓), il territorio era stato pacificato apparentemente dalle buone tattiche di governo di Deng, ma dopo la sua morte, il nuovo ufficiale Nie Shang (聶尚) apparentemente inavvertitamente offese il capo Qiang Mitang (迷唐), e questi si ribellò. Nel 93, il nuovo funzionario incaricato degli affari di Qiang, Guan You (貫友), riuscì a sconfiggere Mitang separandolo dalle altre tribù, ma questi non fu catturato e rimase una minaccia. Dopo la morte di Guan, il suo successore Shi Chong (史充), infatti, subì grosse perdite contro Mitang, che tuttavia alla fine si arrese, nel 98, dopo aver perso gli alleati, e l'imperatore He lo ricevette in un'udienza ufficiale quell'anno. Nel 100, tuttavia, Mitang, sospettoso delle intenzioni dei funzionari Han di ordinargli di spostarsi lontano, con la logica che la sua gente viveva su un suolo povero e la nuova posizione offriva migliori opportunità, si ribellò di nuovo. Tuttavia, per il resto dei suoi anni, Mitang sarebbe stato fondamentalmente un fastidio e non una grave minaccia.

### Problemi coniugali
Nel 96, l'imperatore He creò imperatrice una delle sue preferite, la consorte Yin, che proveniva dalla nobile stirpe di un fratello della moglie dell'imperatore Guangwu. È stata descritta come bella ma bassa e goffa, e anche gelosa. In particolare, divenne gelosa di un'altra delle favorite dell'Imperatore He, la consorte Deng Sui, anch'essa di nobile stirpe, nipote del primo ministro dell'imperatore Guangwu Deng Yu (鄧禹). La consorte Deng è stata descritta come di aver cercato di alleviare questa situazione umiliando l'imperatrice Yin, ma questo aumentò ulteriormente la sua ira. Una volta, mentre l'imperatore He era malato, l'imperatrice Yin disse che se fosse diventata imperatrice vedova, i Deng sarebbero stati massacrati - e dopo aver sentito quell'osservazione, la consorte Deng considerò di suicidarsi e una delle sue dame la salvò dicendole falsamente che l'imperatore stava meglio. Tuttavia, l'imperatore si riprese presto, quindi la consorte Deng e la sua famiglia sfuggirono a un terribile destino.
Nel 102, l'imperatrice Yin e sua nonna, Deng Zhu (鄧朱), furono accusate di usare la stregoneria per maledire le consorti imperiali (probabilmente inclusa la consorte Deng). Deng e i suoi figli, nonché il fratello dell'Imperatrice Yin Yin Fu (陰輔), morirono sotto interrogatorio e tortura. L'imperatrice Yin fu destituita e suo padre Yin Gang (陰綱) si suicidò. Il resto della sua famiglia venne esiliata. Lei stessa morì di dolore, probabilmente nel 102.
Dopo che l'imperatrice Yin fu deposta, la consorte Deng fu creata imperatrice. Mentre era imperatrice, rifiutò costantemente le offerte dell'imperatore He di promuovere i suoi fratelli, quindi non ebbero molto potere durante il regno dell'imperatore He.

### Morte e problemi di successione
L'imperatrice Deng e tutte le consorti imperiali rimasero senza figli per molto tempo. Si dice che l'imperatore He avesse avuto diversi figli che morirono in giovane età; non è chiaro se le imperatrici Yin o Deng abbiano mai partorito, ma sembra che non lo abbiano fatto. Verso la fine del regno, He ebbe due figli, le cui madri non sono menzionate nella storiografia, Liu Sheng (劉勝) e Liu Long (劉隆). Sotto la superstizione del tempo, si pensava che avrebbero potuto sopravvivere meglio se fossero cresciuti fuori dal palazzo alla luce della morte prematura degli altri fratelli, quindi entrambi furono dati a genitori adottivi.
Nel 106, l'imperatore morì. A quel tempo, Liu Sheng, il figlio maggiore, era ancora giovane (ma l'età effettiva non è nota) e si credeva che fosse costantemente malato. Il più giovane, Liu Long, aveva solo 100 giorni. Entrambi furono accolti di nuovo a palazzo e l'imperatrice Deng creò principe ereditario Liu Long, credendo che sarebbe stato più sano, e poi quella notte fu proclamato imperatore, come imperatore Shang. Tuttavia, l'imperatore Shang sarebbe vissuto fino all'età di un anno e morì più tardi nel 106. Dopo la morte dell'imperatore Shang, l'imperatrice vedova Deng era preoccupata che Liu Sheng potesse essere risentito per non averlo fatto diventare imperatore per primo, rifiutò di farlo imperatore, e al suo posto mise il figlio del principe Qing Liu Hu (劉祜), divenuto l'imperatore An.

## Famiglia
- Imperatrice, del clan Yin (皇后 陰氏; 80–102), cugina di terzo grado
- Imperatrice Hexi, del clan Deng (和熹皇后 鄧氏; 81–121), cugina di terzo grado, nome personale Sui (綏)
- Consorte sconosciuta
  - Liu Sheng, principe Huai di Pingyuan (平原懷王 劉勝; m. 114), primo figlio
  - Liu Long, imperatore Xiaoshang (孝殤皇帝 劉隆; 105-106), secondo figlio
  - Principessa Xiuwu (修武公主), nome personale Bao (保), prima figlia
  - Principessa Gongyi (共邑公主), nome personale Cheng (成), seconda figlia
  - Principessa Linying (臨潁公主), nome personale Li (利), terza figlia
    - Sposò Jia Jian, Marchese Mo (賈建) nel 114

  - Principessa Wenxi (聞喜公主), nome personale Xing (興), quarta figlia